# SN 2000ff
SN 2000ff – supernowa odkryta 14 listopada 2000 roku w galaktyce A004524-0316. W momencie odkrycia miała maksymalną jasność 19,50m.